# Дом на викентинките (Солун)
Домът на сестрите викентинки (на гръцки: Μονή Αδελφών του Ελέους; на френски: Maison des Soeurs de Saint-Vincent de Paul à Zeitenlik) е исторически католически женски манастир в македонския град Солун, Егейска Македония, Гърция, част от Лазаристкия манастир.

## История
Домът на сестрите викентинки - женското разклонение на лазаристите, започва да се строи в 1861 година в тогавашните прокрайнини на Солун, до парка Зейтинлъка. Сградата, която е предназначена за сиропиталище е завършена на следната 1862 година. В 1864 година отец Жан Тюрок премества в Дома на викентинките българското лазаристко училище в Солун. В 1886 година училището се сдобива с нова сграда в съседство и прераства в Солунска българска семинария, а Домът на викентинките продължава да се използва за сиропиталище.
По време на Първата световна война сградата е гръцка артилерийска казарма.
Домът на сестрите викентинки, в началото на XXI е в руини.
- Домът преди 1912 г.
- Домът в 1917 г. Отзад е Лембетската джамия
- Емблемата на ордена